# Ad Age
A Ad Age, conhecida como Advertising Age até 2017, é uma análise de publicação, notícias e dados sobre marketing e mídia da marca global de mídia. Sua revista homônima, Advertising Age, foi iniciado como um jornal brochura em Chicago em 1930. Hoje, seu conteúdo aparece em vários formatos, incluindo AdAge.com, e-mail newsletters diárias, canais sociais, eventos e uma revista impressa bimestral.
Ad Age está sediada em Nova Iorque. Sua empresa matriz, Crain Communications, com sede em Detroit, é uma editora privada com mais de trinta revistas, incluindo Autoweek, Crain's New York Business, Crain's Chicago Business, Crain's Detroit Business e Automotive News.

## História
O Advertising Age foi lançado como um jornal em Chicago em 1930.
Em 1999, o Advertising Age publicou uma lista dos cem melhores jogadores da história da publicidade. Entre eles estavam Alvin Achenbaum, Bill Backer, Marion Harper Jr., Mary Wells Lawrence, ACNielsen, David Ogilvy e J. Walter Thompson. Em 1980, a Henderson Advertising, fundada por James M. Henderson em Greenville, Carolina do Sul, tornou-se a primeira agência fora de Nova Iorque ou Chicago a ser nomeada "Agência de Publicidade do Ano" pela Advertising Age.
O site AdCritic.com foi adquirido pelo The Ad Age Group em março de 2002.
Uma revista de comércio da indústria, a BtoB, foi incorporada à Advertising Age em 1 de janeiro de 2014.
Em 2017, a revista encurtou seu nome para Ad Age.